# Sainte-Agathe-de-Lotbinière
Sainte-Agathe-de-Lotbinière es un municipio canadiense situado en la provincia de Quebec.

## Superficie
Sainte-Agathe-de-Lotbinière tiene una superficie de 166,99 km².

## Demografía
En 2021, tenía 1049 habitantes, una densidad poblacional de 6,3 hab./km², y 515 viviendas.